# Marrekrite

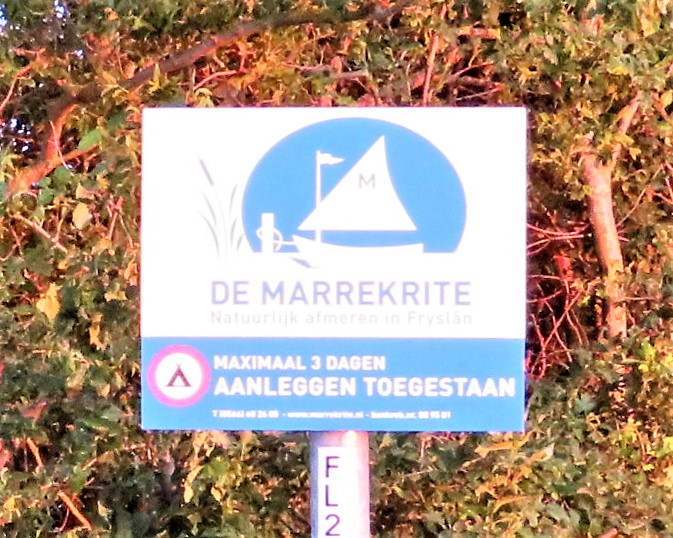
Typische Liegeplatzbezeichnung

Marrekrite (offiziell Recreatieschap Marrekrite) ist eine Kooperation der niederländischen Provinz Friesland und ihrer Gemeinden für den Ausbau und Unterhalt einer touristischen Infrastruktur. Der Name kommt aus der westfriesischen Sprache Mar (deutsch See) und Krite (Gebiet).
Die Provinz ist international bekannt für ihre vielen Seen, Wasserstraßen und offenen Landschaften und deshalb ein beliebter Ort für die Sportschifffahrt. Marrekrite wurde 1957 mit dem Ziel gegründet, eine Ausgewogenheit zwischen der Erholung an und auf den friesischen Gewässern sowie der Landschaft und Natur zu schaffen.

## Wassersport

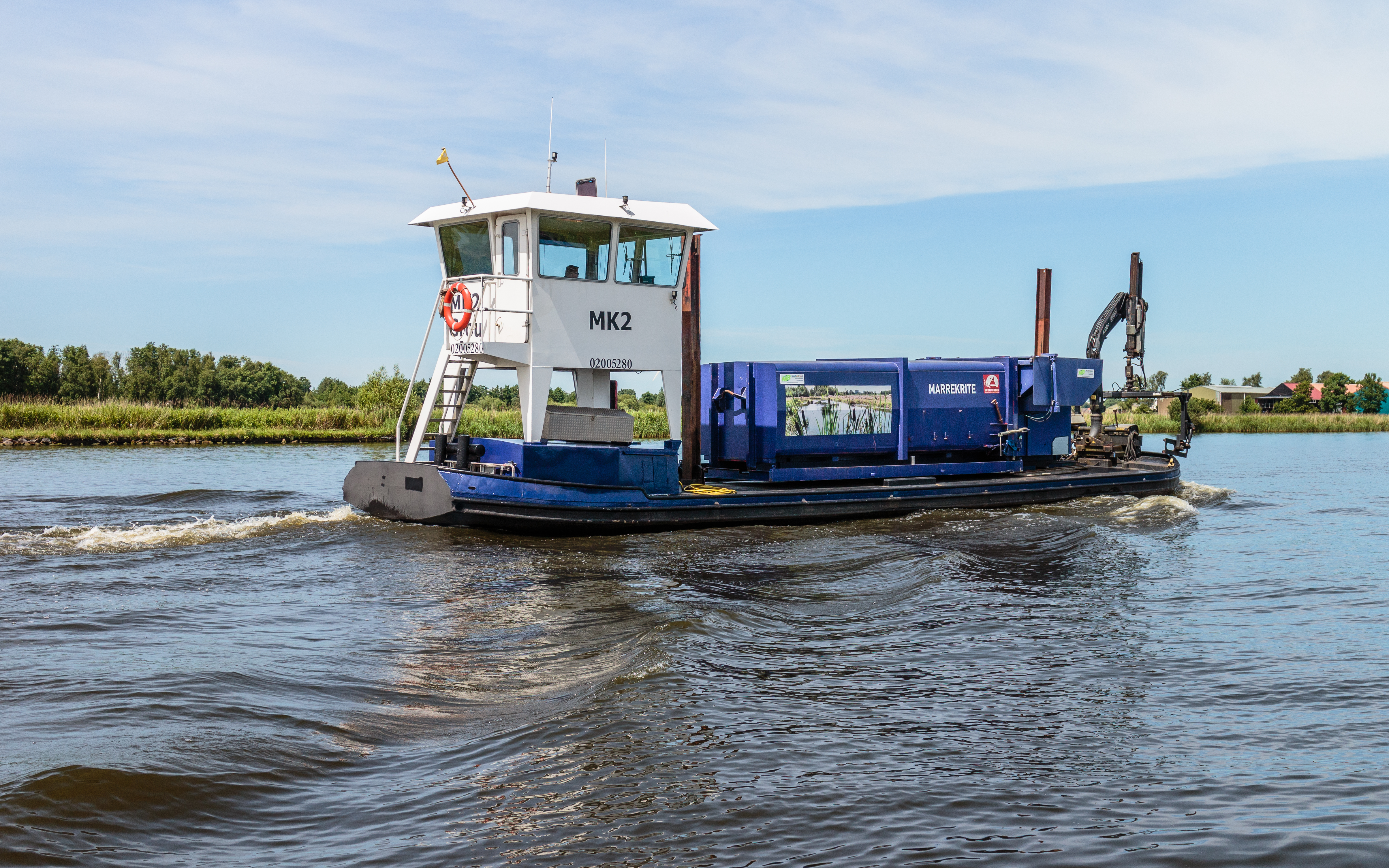
Die MK2 ist ein Arbeitsschiff von Marrekrite, das auch für die Abfallentsorgung der abgelegenen Liegeplätze eingesetzt wird.

Marrekrite verwaltet über 3500 kostenlose Liegeplätze, verteilt auf Ortschaften, kleinen Inseln und in der freien Natur. Sie sind unterschiedlich ausgestattet und die Liegezeit ist auf 72 Stunden begrenzt. Darüber hinaus gibt es in der Provinz über 100 Mooring-Bojen (niederländisch Marboeien), an denen man maximal 24 Stunden festmachen darf. Die jährlichen Kosten von rund 1,4 Mio. Euro werden von der Kooperation getragen. Die Wassersportler können einen Marrekrite-Wimpel erwerben (2024 für 20,00 Euro) und damit einen freiwilligen Beitrag leisten.

## An Land
An Land betreut Marrekrite das Radwegenetz und Wandernetzwerk Fryslân mit ihren Knotenpunkten. Im Aufbau befinden sich sogenannte touristische Transferpunkte (niederländisch Toeristisch overstappunt (TOP)), um die Provinz zu Fuß (wandelen), mit dem Fahrrad (fietsen) oder mit dem Boot (varen) erkunden zu können.